# Berberis grandiflora
Berberis grandiflora är en berberisväxtart som beskrevs av Porphir Kiril Nicolai Stepanowitsch Turczaninow. Berberis grandiflora ingår i släktet berberisar, och familjen berberisväxter. Inga underarter finns listade i Catalogue of Life.